# 5. červen
5. červen je 156. den roku podle gregoriánského kalendáře (157. v přestupném roce). Do konce roku zbývá 209 dní. Svátek slaví Dobroslav a Dobroslava.

## Události

### Česko
- 1438 – Albrecht II. Habsburský se snaží v Jihlavě získat český trůn.
- 1617 – Český zemský sněm uznal Ferdinanda Štýrského (budoucího Ferdinanda II.) jako jediného uchazeče o český trůn.
- 1932 – V Praze zahájila provoz rekonstruovaná, prodloužená a elektrifikovaná lanová dráha na Petřín.
- 1996 – Byla objevena planetka Inastronoviny.
- 2024 – V Pardubicích se srazily nákladní vlak a osobní expres, nehoda si vyžádala čtyři oběti.

### Svět
- 0070 – Titus se svými římskými legiemi překonal i střední obranný val Jeruzaléma
- 0754 – Při své poslední misijní cestě do Fríska byl zavražděn biskup Bonifác a 52 lidí jeho doprovodu
- 0774 – Karel Veliký dobyl Pávii a zajal langobardského krále Desideria, načež se prohlásil za „krále Franků a Langobardů“ (Rex Francorum et Langobardorum).
- 1249 – Sedmá křížová výprava: Vojsko vedené francouzským králem Ludvíkem IX. dobývá egyptský přístav Damiettu.
- 1257 – Krakov v Polsku obdržel městská práva.
- 1288 – Proběhla bitva u Woringenu, která rozhodla válku o limburské dědictví ve prospěch brabantského vévody Jana. V bitvě zahynul Jindřich VI. Lucemburský a další přední mužové lucemburského rodu.
- 1415 – Jan Hus vypovídal před církevním koncilem v Kostnici
- 1661 – Isaac Newton byl přijat ke studiu na Trinity College v Cambridgi
- 1817 – Na Velká jezera byl spuštěn první parník, Frontenac.
- 1849 – První dánský Národní den oslavuje den, kdy se stalo Dánsko konstituční monarchií
- 1883 – První pravidelně naplánovaný Orient Express odjel z Paříže.
- 1947 – Byla poprvé formulována teze Marshallova plánu.
- 1956 – Elvis Presley představil svůj nový singl "Hound Dog" na The Milton Berle Show a skandalizoval diváky se sugestivními pohyby boky.
- 1963 – V důsledku skandálu se striptérkou Christine Keelerovou, která se rovněž stýkala se sovětským atašé, britský politik  John Profumo rezignoval na svůj úřad
- 1967 – Leteckým úderem proti cílům v Egyptě se začala Šestidenní válka.
- 1975 – Egyptský prezident Anwar Sadat znovu otevřel Suezský průplav, který byl zavřený 8 let po Šestidenní válce na Blízkém východě
- 1982 – Italská filmová herečka Sophia Lorenová odsouzená do vězení na 17 dnů za daňové podvody.
- 1991 – Michail Sergejevič Gorbačov obdržel Nobelovu cenu míru 1990
- 2006 – Srbsko vyhlásilo nezávislost.
- 2013 – The Guardian vydal první ze série článků informujících o masovém sledování telefonní a elektronické komunikace vládou USA, založených na informacích od Edwarda Snowdena.

## Narození

### Česko

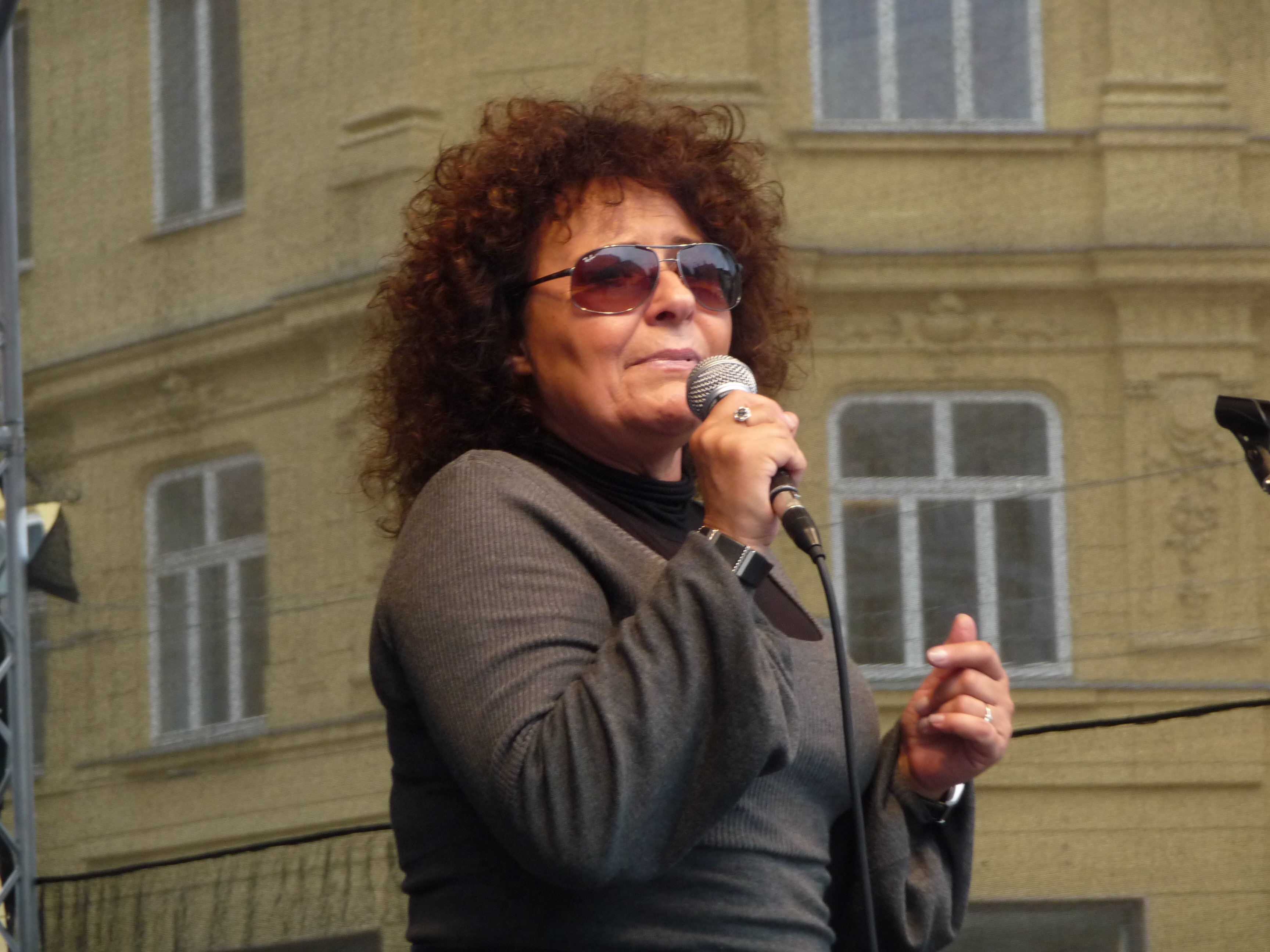
Jitka Zelenková (* 1950)

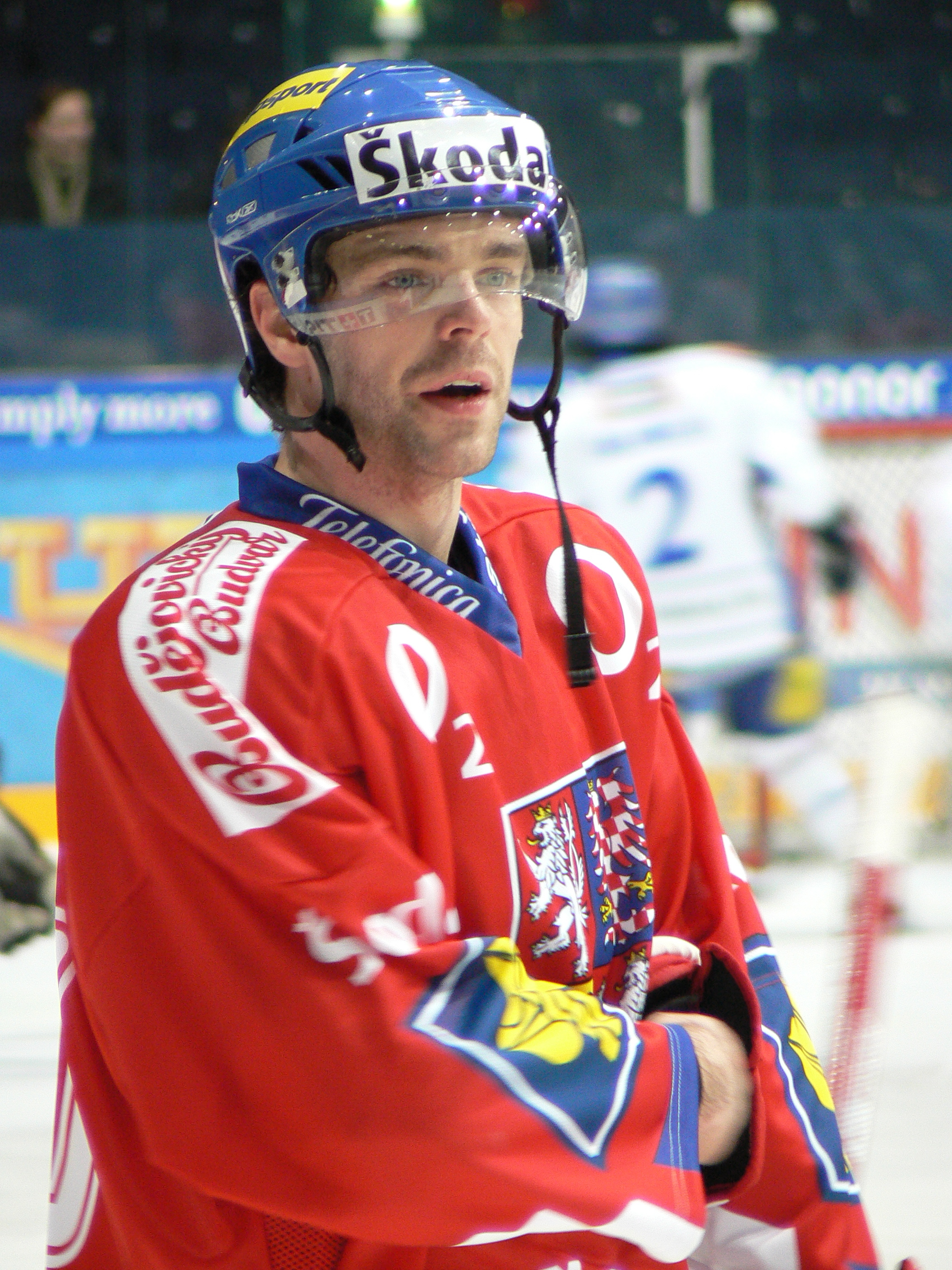
Jakub Klepiš (* 1984)

- 1787 – Filip Maxmilián Opiz, česko-německý lesník a botanik († 20. května 1858)
- 1801 – Karl Egon Ebert, pražský německý básník, spisovatel a novinář († 24. října 1882)
- 1802 – Tomáš Burian, učitel češtiny na vojenské škole, tvůrce českého vojenského názvosloví († 22. ledna 1874)
- 1805 – Jan Pravoslav Koubek, pedagog, básník a politik († 28. prosince 1854)
- 1855 – Hanuš Wihan, violoncellista a hudební pedagog († 1. května 1920)
- 1851 – Ladislav Rott, podnikatel († 27. června 1906)
- 1873 – Josef Hůla, čs. ministr železnic († 3. dubna 1943)
- 1875 – Stanislav Kostka Neumann, spisovatel († 28. června 1947)
- 1876 – Anton Günther, lidový básník a písničkář krušnohoří († 29. dubna 1937)
- 1882 – Antonín Procházka, český malíř († 9. června 1945)
- 1884 – Ralph Benatzky, česko-rakouský operetní skladatel († 17. října 1957)
- 1885 – František Pospíšil, etnograf a muzejník († 24. dubna 1958)
- 1893 – Jiří Kroha, architekt, malíř a sochař († 7. června 1974)
- 1894 – Josef Balabán, legionář, odbojář, čs. generál († 3. října 1941)
- 1898 – Ladislav Hosák, historik († 3. listopadu 1972)
- 1904 – Ladislav Brožek, tramp († 11. ledna 1943)
- 1905 – František Klátil, československý politik († 19. března 1972)
- 1908 – Zdeněk Šmíd, překladatel ze španělštiny († 8. dubna 1989)
- 1931 – Ladislav Dvorský, spisovatel († 25. července 1995)
- 1938 – Jan Steklík, výtvarník
- 1939 – Jaroslav Kříž, chemik, spisovatel a filosof
- 1945 – Evelyna Steimarová, herečka
- 1948 – Ivan Hubený, astronom
- 1950 – Jitka Zelenková, zpěvačka
- 1951
  - Antonín Macháček, poslanec a člen kolegia Nejvyššího kontrolního úřadu
  - Miloslav Blahynka, muzikolog, teatrolog a vysokoškolský pedagog († 27. září 2011)
  - Alois Bradáč, pedagog, cestovatel, fotograf, spisovatel a pacifista
- 1953 – Zdenek Janda, malíř a grafik
- 1955 – Jana Janěková, herečka, režisérka, fotografka
- 1959 – Gustav Slamečka, ministr dopravy ČR
- 1974 – Michal Mareda, zpěvák a kytarista skupiny Vypsaná fiXa
- 1984 – Jakub Klepiš, lední hokejista
- 1990 – Radko Gudas, lední hokejista
- 1991 – Petr Lexa, zpěvák a hudebník

### Svět

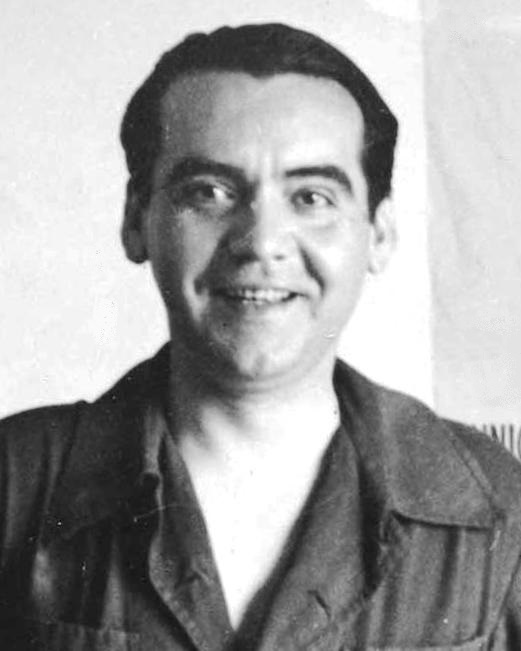
Federico García Lorca (* 1898)

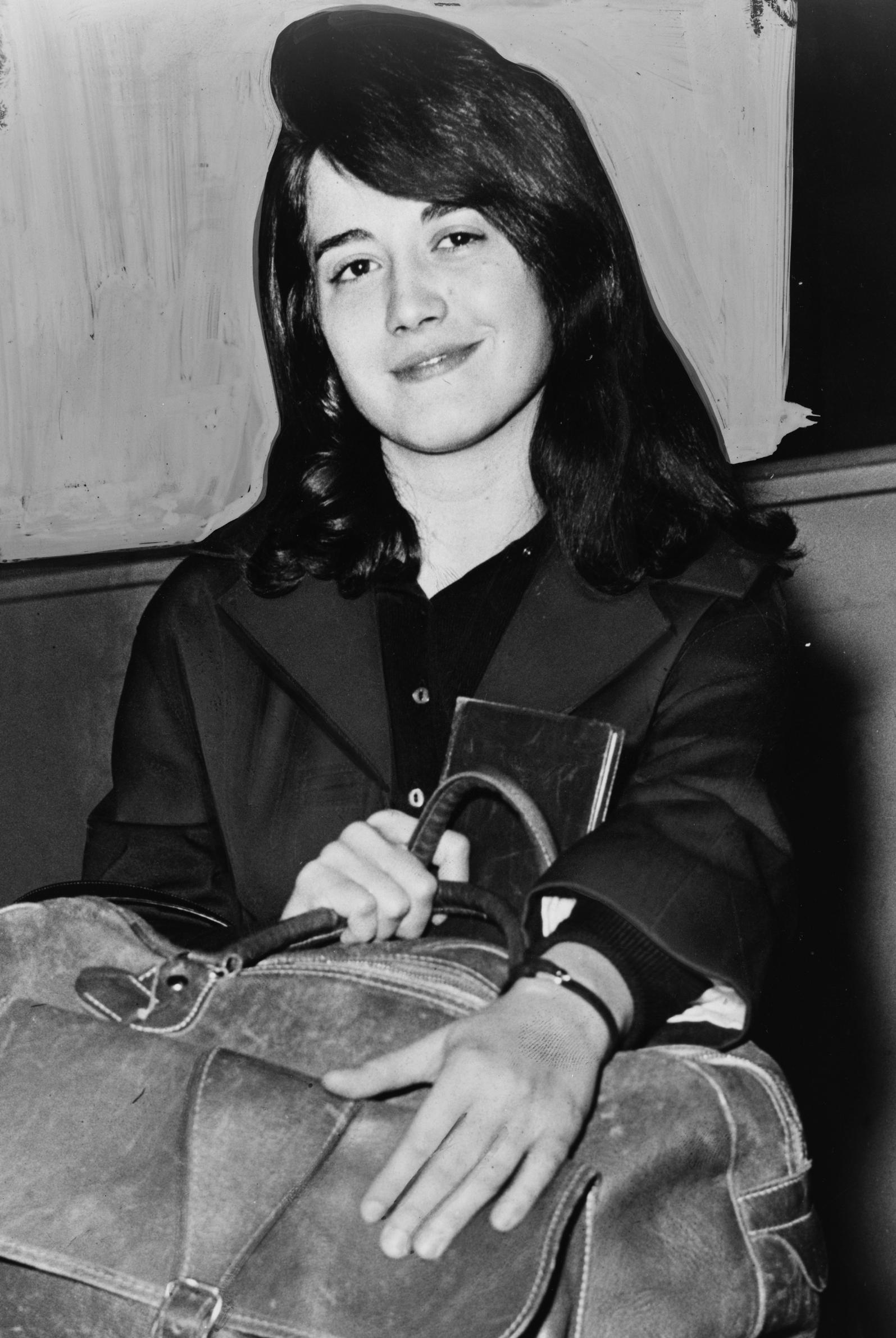
Martha Argerichová (* 1941)

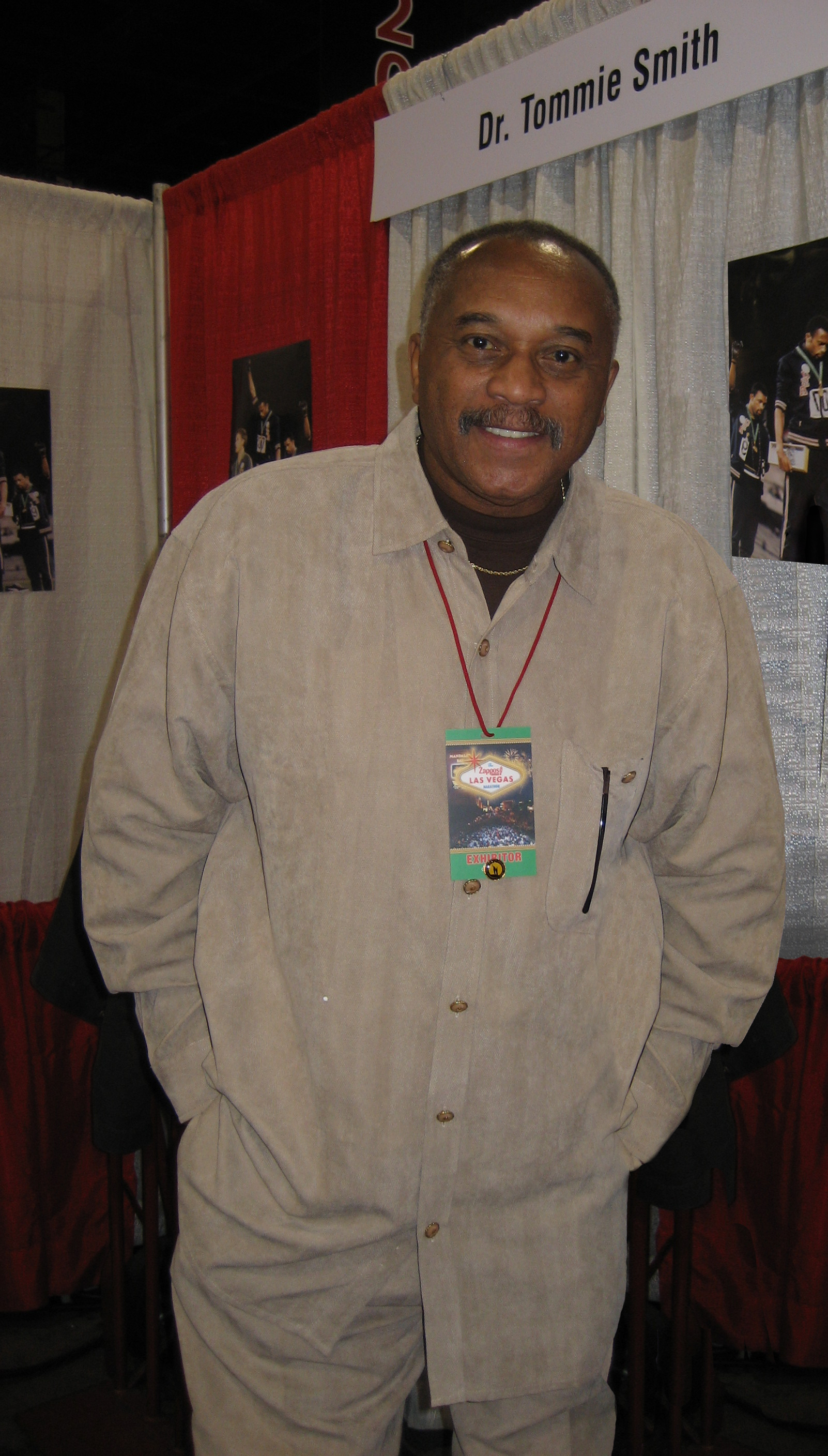
Tommie Smith (* 1944)

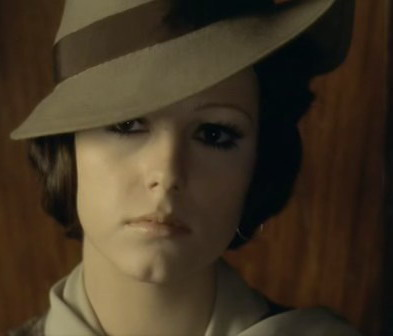
Stefania Sandrelli (* 1946)

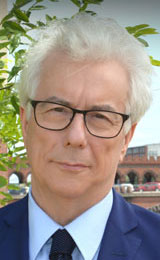
Ken Follett (* 1949)

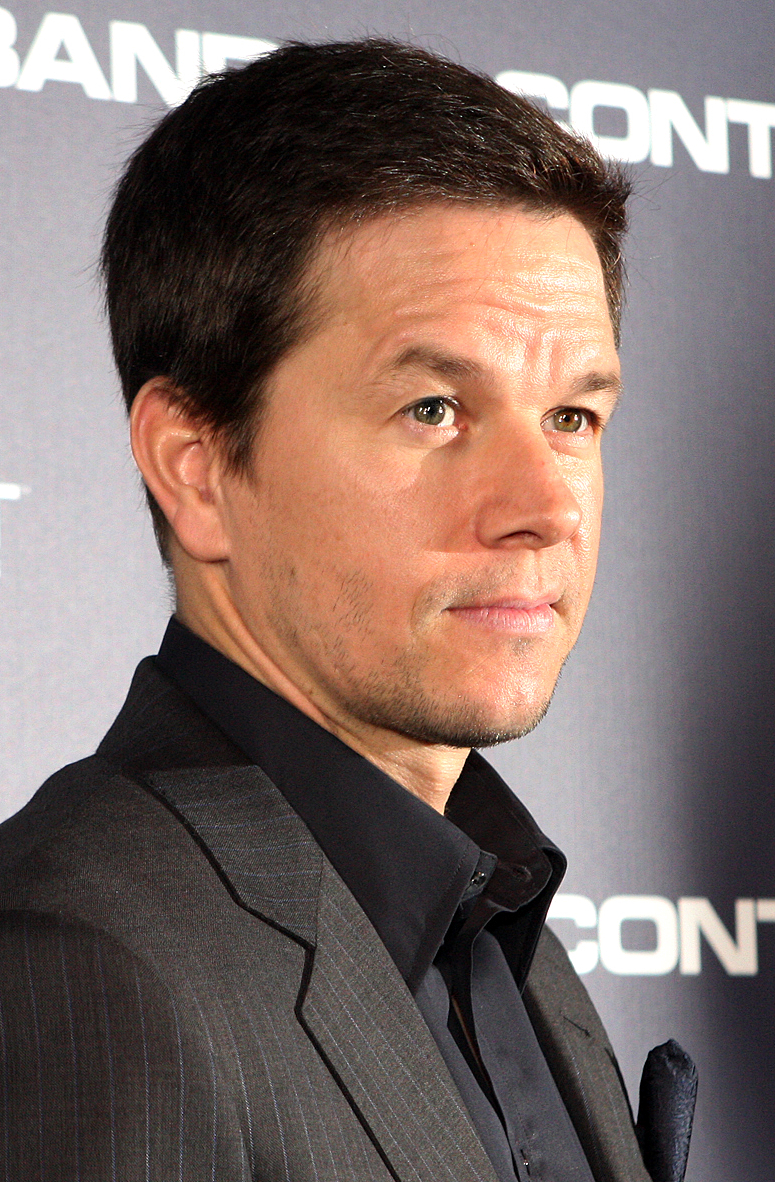
Mark Wahlberg (* 1971)

- 1633 – Gian Domenico Partenio, italský zpěvák, kněz a hudební skladatel († 18. února 1701)
- 1640 – Pchu Sung-ling, čínský spisovatel († 25. února 1715)
- 1646 – Elena Lucrezia Cornaro Piscopia, první žena v historii, která získala univerzitní titul († 26. července 1684)
- 1718 – Thomas Chippendale, britský výrobce nábytku († 13. listopadu 1779)
- 1760 – Johan Gadolin, finský chemik († 15. srpna 1852)
- 1771 – Arnošt August I. Hannoverský, hannoverský král († 18. listopadu 1851)
- 1744 – Anežka Anhaltsko-Desavská, princezna Anhaltsko-desavská, baronka z Loën († 15. prosince 1799)
- 1777 – Cathérine Josephine Duchesnois, francouzská herečka († 8. února 1835)
- 1785 – Miguel Gómez Damas, španělský generál († 11. června 1864)
- 1797 – Saíd bin Sultán, ománský vládce († 19. října 1856)
- 1798 – Alexej Fjodorovič Lvov, ruský houslový virtuóz, skladatel, dirigent († 28. prosince 1870)
- 1801 – Armand Marrast, francouzský novinář († 10. března 1852)
- 1811 – Luisa Amélie Bádenská, bádensko-švédská princezna († 19. července 1854)
- 1813 – Édouard Baldus, francouzský fotograf († 22. prosince 1889)
- 1819 – John Couch Adams, britský matematik a astronom († 21. ledna 1892)
- 1838 – Reftarıdil Kadınefendi, druhá manželka osmanského sultána Murada V. († 3. března 1936)
- 1850 – Pat Garrett, americký šerif († 28. února 1908)
- 1851 – Karol Henrich Fuchs, slovenský matematik, fyzik a geodet († 10. ledna 1916)
- 1853
  - Heinrich Prade, rakousko-uherský politik († 22. dubna 1927)
  - Arnošt Filip Hohenlohe, německý šlechtic a dědičný bavorský princ († 26. prosince 1915)
- 1855 – Josef Neuwirth, německy píšící historik českého středověkého umění († 25. dubna 1934)
- 1862
  - Allvar Gullstrand, švédský oftalmolog, nositel Nobelovy ceny († 28. července 1930)
  - Ernst Seidler von Feuchtenegg, předseda vlád Předlitavska († 23. ledna 1931)
- 1865 – Heinrich Kadich vom Pferd, genealog a heraldik († 25. února 1918)
- 1868 – James Connolly, irský socialistický politik († 12. května 1916)
- 1869 – Johann Rihosek, rakouský konstruktér lokomotiv († 21. listopadu 1956)
- 1877 – John Broderick, kanadský hráč lakrosu († ?)
- 1878 – Pancho Villa, generál mexické revoluce († 20. července 1923)
- 1879 – René Pottier, francouzský cyklista († 25. ledna 1907)
- 1883 – John Maynard Keynes, anglický ekonom († 21. dubna 1946)
- 1887 – Ruth Benedictová, americká kulturní antropoložka († 17. září 1948)
- 1894 – Giuseppe Tucci, italský orientalista († 5. dubna 1984)
- 1898 – Federico García Lorca, španělský básník a dramatik († 19. srpna 1936)
- 1900 – Dennis Gabor, maďarský a britský fyzik († 8. února 1979)
- 1906 – Eraldo Monzeglio, italský fotbalový obránce († 3. listopadu 1981)
- 1908 – Franco Rol, italský automobilový závodník († 18. června 1977)
- 1909 – Helen Loraine Allison, dcera Hudson Allison zemřela na Titaniku ve 2 letech.
- 1912
  - Ruth Hausmeister, německá herečka († 1. února 2012)
  - Alexandru Todea, rumunský kardinál († 22. května 2002)
- 1913 – Conrad Marca-Relli, americký malíř († 29. srpna 2000)
- 1915 – Miroslav Filipović, ustašovský vojenský kaplan, válečný zločinec († 1946)
- 1917 – Maurice Duverger, francouzský právník, sociolog a politolog († 16. prosince 2014)
- 1919 – Max Huber, švýcarský a italský grafik († 16. listopadu 1992)
- 1920
  - Marian Bielicki, polský spisovatel († 8. dubna 1972)
  - Božena Slabejová, slovenská herečka († 13. prosince 2004)
- 1923 – Vladimír Petruška, slovenský herec a divadelní režisér († 4. května 1986)
- 1927 – Alexandru Mirodan, rumunský a izraelský dramatik, novinář a literární historik († 10. března 2010)
- 1928 – Tony Richardson, anglický filmový a divadelní režisér († 14. listopadu 1991)
- 1930 – Miklós Rónaszegi, maďarský spisovatel († 27. ledna 2022)
- 1932 – Pete Jolly, americký klavírista a akordeonista († 6. listopadu 2004)
- 1933 – William Kahan, kanadský matematik a informatik
- 1937 – Hélène Cixous, francouzská feministka, filozofka, literární kritička, spisovatelka,
- 1938 – Karin Balzerová, německá sprinterka, olympijská vítězka († 17. prosince 2019)
- 1939 – Joe Clark, kanadský politik
- 1941
  - Barbara Brylská, polská herečka
  - Martha Argerichová, argentinská klavíristka
- 1943 – Michael Davis, americký rockový baskytarista († 17. února 2012)
- 1944
  - Jon Kabat-Zinn, profesor medicíny a zakladatel Kliniky pro snižování stresu
  - Tommie Smith, americký sprinter, olympijský vítěz
  - Whitfield Diffie, americký informatik
- 1946
  - Stefania Sandrelliová, italská filmová a televizní herečka
  - John Du Cann, britský kytarista a zpěvák († 21. září 2011)
- 1947 – Laurie Anderson, americká zpěvačka, houslistka a skladatelka
- 1949 – Ken Follett, britský spisovatel
- 1950
  - Barbara Gaskin, britská zpěvačka
  - Peter Stašák, slovenský zpěvák, textař a moderátor
- 1951
  - Ellen Foley, americká zpěvačka a herečka
  - Mark Harelik, americký herec
- 1952 – Nicko McBrain, bubeník skupiny Iron Maiden
- 1953 – Penny Wolinová, americká portrétní fotografka
- 1954
  - Peter Božík, (česko)slovenský horolezec († 17. října 1988)
  - Ludwik Dorn, místopředseda polské vlády a ministr vnitra († 7. dubna 2022)
  - Peter Erskine, americký jazzový bubeník
  - Vytautas Miškinis, litevský hudební skladatel
- 1956
  - Richard Alan Searfoss, americký astronaut
  - Roger Michell, anglický režisér narozený v Jihoafrické republice († 22. září 2021)
- 1964 – Karl Sanders, americký zpěvák a kytarista
- 1965
  - Michael E. Brown, americký astronom
  - Sandrine Piau, francouzská sopranistka
- 1967 – Joe DeLoach, americký běžec na 200 metů
- 1968 – Marietta Uhden, německá sportovní lezkyně a trenérka († 24. listopadu 2014)
- 1970 – Kódži Noguči, japonský fotbalový útočník
- 1971 – Mark Wahlberg, americký herec
- 1972 – Jurij Melnyčenko, kazašský zápasník
- 1973 – Gella Vandecaveyeová, belgická judistka
- 1976 – Joe Gatto, americký komik a herec
- 1979 – Peter Wentz, americký baskytarista skupiny Fall Out Boy
- 1980 – Rupeni Caucaunibuca, fidžijský ragbista
- 1985 – Jorg Verhoeven, nizozemský sportovní lezec
- 1990 – Matthias Ostrzolek, polsko-německý fotbalový obránce

## Úmrtí

### Česko

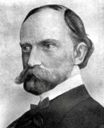
Jindřich Jaroslav Clam-Martinic († 1887)

- 1461 – Štěpán z Krumlova, architekt a stavitel 15. století (* 1400)
- 1566 – Václav Solín, kněz Jednoty bratrské a hudebník (* 24. srpna 1527)
- 1825 – Ferdinand z Bubna a Litic, rakouský polní maršál českého původu (* 26. listopadu 1768)
- 1850 – Josef Ondřej Lindauer, třetí biskup českobudějovický (* 29. listopadu 1784)
- 1887 – Jindřich Jaroslav Clam-Martinic, politik (* 15. června 1826)
- 1890 – Jan Zdeněk Veselý, pražský sládek, sokolský funkcionář, dramatik (* 14. ledna 1850)
- 1891 – Leopold Hasner von Artha, rakouský politik (* 15. března 1818)
- 1930 – Irma Reichová, operní pěvkyně (* 14. března 1859)
- 1937 – Jaroslav Charfreitág, obchodník, fotograf a cestovatel (* 28. října 1877)
- 1942
  - Felix Neumann, ostravský architekt (* 10. září 1860)
  - Bohumil Baxa, československý ústavní právník a politik (* 27. července 1874)
- 1950 – Stanislav Nikolau, geograf a novinář (* 4. června 1878)
- 1964 – Jiří Havelka, československý právník a politik, protektorátní ministr dopravy (* 25. července 1892)
- 1974 – Ladislav Kuncíř, nakladatel (* 14. září 1890)
- 1975 – Ján (Kuchtin), metropolita pravoslavné církve v českých zemích a na Slovensku (* 20. září 1901)
- 1992 – Josef Václav Bečka, jazykovědec (* 10. července 1903)
- 2003 – Lubomír Voleník, první prezident Nejvyššího kontrolního úřadu (* 1. března 1950)
- 2008 – Jaroslav Studený, kněz, teolog, profesor křesťanského umění a archeologie (* 6. května 1923)
- 2013 – Eva Gerová, herečka a zpěvačka (* 4. března 1920)
- 2014 – Hana Orgoníková, politička (* 8. prosince 1946)
- 2015 – Ivana Houserová, sklářská výtvarnice (* 25. června 1957)
- 2020 – Jiří Hanák, novinář, nositel Ceny Ferdinanda Peroutky (* 27. února 1938)
- 2023 – Miloslav Uličný, romanista, překladatel, básník a vysokoškolský pedagog (* 18. července 1942)

### Svět

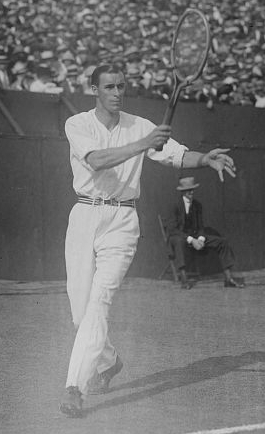
Bill Tilden († 1953)

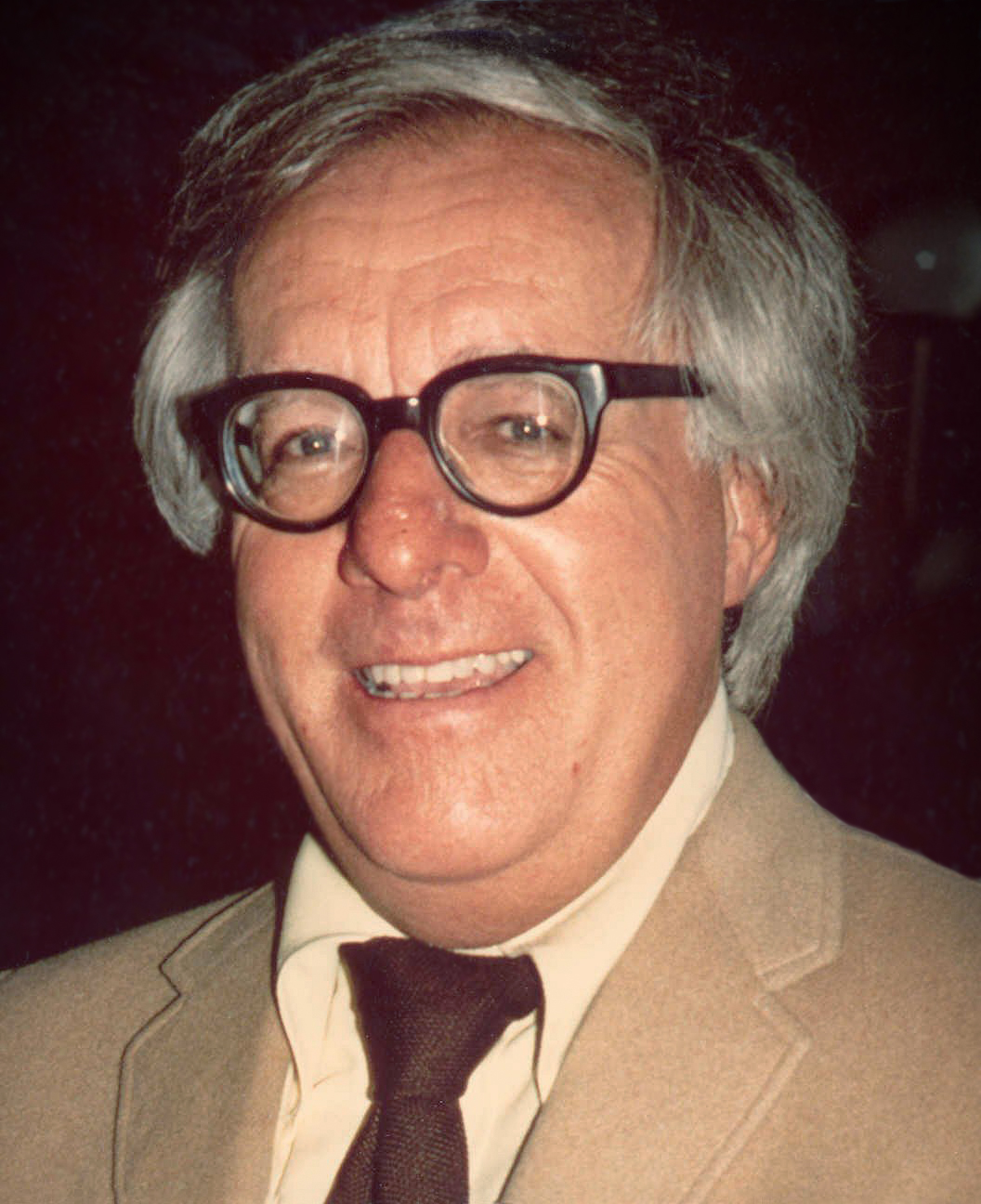
Ray Bradbury († 2012)

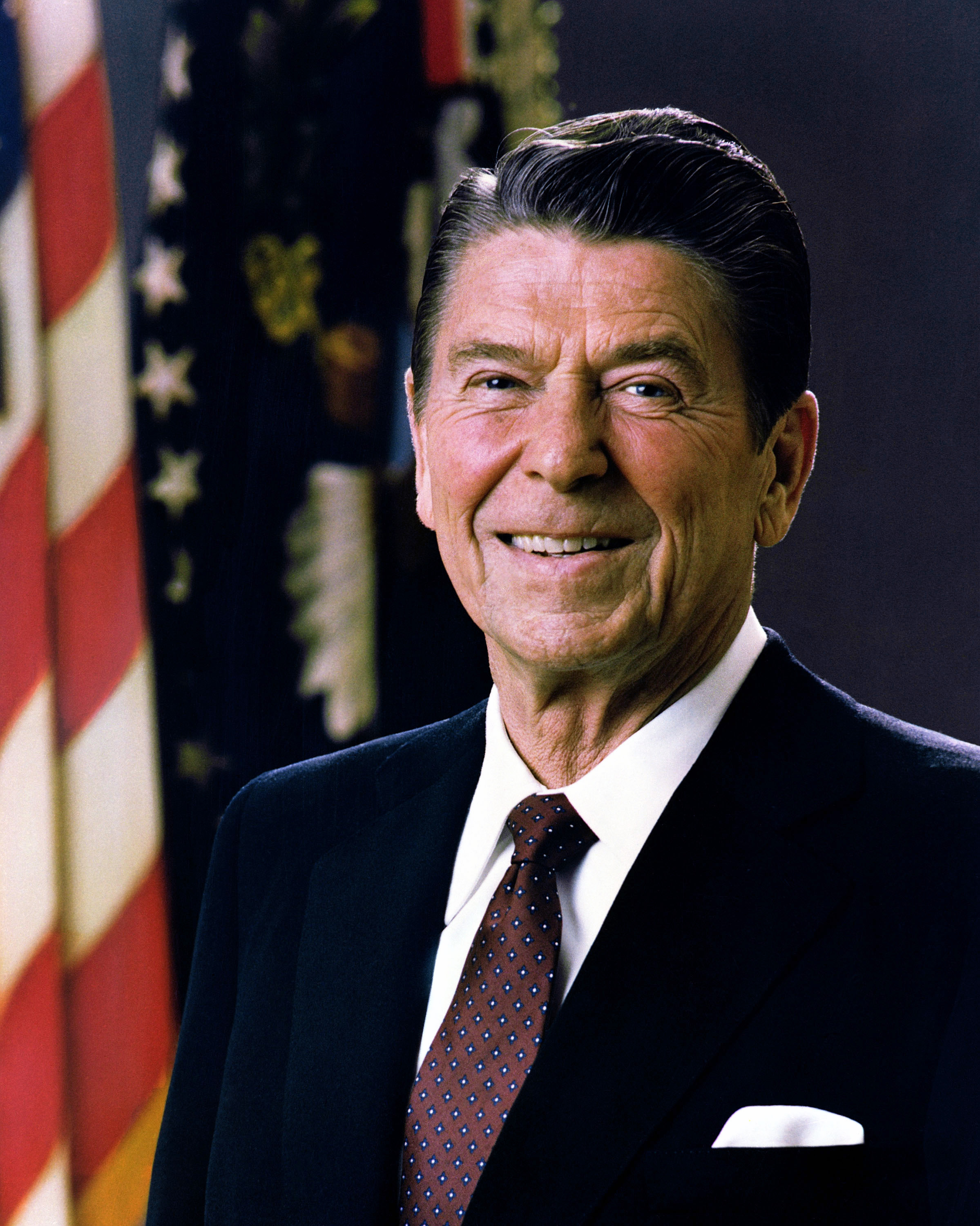
Ronald Reagan († 2004)

- 1243 – Konstancie Babenberská, míšeňská markraběnka (* 6. května 1212)
- 1288 – Jindřich VI. Lucemburský, otec Jindřicha VII. Lucemburského (* 1252)
- 1316 – Ludvík X. Francouzský, francouzský král (* 4. října 1289)
- 1325 – Eberhard I. Württemberský, hrabě württemberský (* 13. března 1265)
- 1383 – Dmitrij Konstantinovič Suzdalský, kníže suzdalský, vladimirský a nižněnovgorodský (* 1322)
- 1568 – Lamoraal Egmont, generál a flanderský státník (* 18. listopadu 1522)
- 1599 – Josua Maaler, švýcarský farář a lexikograf (* 15. června 1529)
- 1612 – Harunobu Arima, japonský daimjó klanu Arima (* 1567)
- 1615 – Hidejori Tojotomi, syn generála, který poprvé sjednotil celé Japonsko (* 1593)
- 1625 – Orlando Gibbons, anglický renesanční skladatel a varhaník (* 25. prosince 1583)
- 1676 – Carl Gustav Wrangel, švédský polní maršál (* 13. prosince 1613)
- 1722 – Johann Kuhnau, německý právník, hudební skladatel, varhaník a cembalista (* 6. dubna 1660)
- 1740 – Henry Grey, 1. vévoda z Kentu, anglický politik a šlechtic (* 1664/71)
- 1752 – Karel Ludvík Fridrich Meklenbursko-Střelický, otec Šarloty, královny Británie a Hannoverska (* 23. února 1708)
- 1764 – Michail Michajlovič Golicyn, ruský admirál (* 11. listopadu 1684)
- 1816
  - Jan Karel Kolowrat-krakowský, rakouský polní maršál (* 21. prosince 1748)
  - Giovanni Paisiello, italský hudební skladatel (* 9. května 1740)
- 1826 – Carl Maria von Weber, německý skladatel (* 1786)
- 1832 – Kaahumanu, havajská královna (* 17. března 1768)
- 1935 – James E. Quibell, britský egyptolog (* 11. listopadu 1867)
- 1841 – Nicolas Appert, pařížský cukrář, který vynalezl konzervu a bujónovou kostku (* 17. listopadu 1749)
- 1866 – John McDouall Stuart, skotský cestovatel (* 7. září 1815)
- 1871 – Viktor Ivanovič Močulskij, ruský entomolog (* 11. dubna 1810)
- 1885 – Vinnetou, náčelník Apačů (literární postava z románů od Karla Maye)
- 1887 – Hans von Marées, německý malíř (* 24. prosince 1837)
- 1892 – Robert Rees, velšský operní pěvec – tenorista (* 5. dubna 1841)
- 1900 – Stephen Crane, americký spisovatel (* 1. listopadu 1871)
- 1906 – Eduard von Hartmann, německý filozof (* 23. února 1842)
- 1910 – O. Henry, americký spisovatel (* 1862)
- 1916 – Horatio Kitchener, britský maršál a politik (* 24. června 1850)
- 1919 – Joseph Altsheler, americký spisovatel (* 29. dubna 1862)
- 1920 – Rhoda Broughton, velšská spisovatelka (* 29. listopadu 1840)
- 1921 – Georges Feydeau, francouzský dramatik (* 8. prosince 1862)
- 1930 – Eric Lemming, švédský olympijský vítěz v hodu oštěpem (* 22. ledna 1880)
- 1938 – Mikuláš Galanda, slovenský malíř (* 4. května 1895)
- 1942
  - Tamon Jamaguči, admirál japonského císařského námořnictva (* 17. srpna 1892)
  - István Abonyi, maďarský šachový mistr (* 20. srpna 1886)
- 1943 – Josif Rodionovič Apanasenko, sovětský vojevůdce (* 15. dubna 1890)
- 1944 – Józef Beck, polský ministr zahraničí (* 4. října 1894)
- 1946
  - Maud Watsonová, anglická tenistka (* 9. října 1865)
  - James Craig Annan, skotský fotograf (* 8. března 1864)
- 1953 – Bill Tilden, americký tenista (* 10. února 1893)
- 1965 – Eleanor Farjeonová, anglická spisovatelka (* 13. února 1881)
- 1975 – Paul Keres, estonský šachový velmistr (* 7. ledna 1916)
- 1977 – Luis César Amadori, argentinský filmový režisér (* 28. května 1902)
- 1979 – Karina Bell, dánská herečka. (* 26. září 1898)
- 1980 – Karl Waldbrunner, rakouský politik (* 25. listopadu 1906)
- 1987 – Natan Rapaport, americký sochař původem z Polska (* 7. listopadu 1911)
- 1993
  - Valentina Petrinská-Muchinová, ruská spisovatelka (* 7. února 1909)
  - Conway Twitty, americký zpěvák a kytarista (* 1. září 1933)
- 1997 – Ivan Krajíček, slovenský herec, zpěvák, komik, režisér, moderátor a bavič (* 24. května 1940)
- 2000 – Franco Rossi, italský filmový scenárista a režisér (* 19. dubna 1919)
- 2002 – Dee Dee Ramone, člen legendární kapely Ramones (* 1952)
- 2004 – Ronald Reagan, americký herec a politik, prezident USA v letech 1981–1989 (* 6. února 1911)
- 2008 – Ján Johanides, slovenský spisovatel-prozaik a esejista (* 18. srpna 1934)
- 2009 – Peter L. Bernstein, americký finanční historik, ekonom a pedagog (* 22. ledna 1919)
- 2010 – Danny Bank, americký saxofonista, flétnista a klarinetista (* 17. července 1922)
- 2012
  - Caroline John, britská herečka (* 19. září 1940)
  - Ray Bradbury, americký romanopisec, povídkář, básník, esejista, scenárista a dramatik (* 1920)
  - Ján Mathé, slovenský sochař (* 14. června 1922)
- 2013 – Stanisław Nagy, polský teolog, kardinál (* 30. září 1921)
- 2023
  - Astrud Gilberto, brazilská zpěvačka (* 30. března 1940)
  - Robert Hanssen, americký agent FBI, špión SSSR a Ruska (* 18. dubna 1944)

## Svátky

### Česko
- Dobroslav, Dobroslava
- Dobromír
- Justus
- Marcia
- Pravoslav

### Svět
- Světový den životního prostředí
- Den rozvoje a vzdělávání dospělých
- Mezinárodní den boje proti nezákonnému a neregulovanému rybolovu
- Kolumbie: Díkuvzdání
- Bahamy: Svátek práce
- Dánsko: Den ústavy
- Seychely: Státní svátek
- Slovensko: Laura
- Irsko: Whit Monday (pondělí Ducha Svatého)

### Liturgický kalendář
- Sv. Bonifác

| 5. červen v pražském KlementinuÚdaje jsou platné k 29. 4. 2025. | 5. červen v pražském KlementinuÚdaje jsou platné k 29. 4. 2025. | 5. červen v pražském KlementinuÚdaje jsou platné k 29. 4. 2025. |
| minimum                                                         | denní průměr                                                    | maximum                                                         |
| --------------------------------------------------------------- | --------------------------------------------------------------- | --------------------------------------------------------------- |
| 3,7 °C (1918)                                                   | 17,6 °C (od 1961)                                               | 32,7 °C (1982)                                                  |